# Phillip Merling
(en) Statistiques sur pro-football-reference
Phillip Blaine Merling (né le 19 avril 1985 à Portsmouth) est un joueur américain de football américain.

## Enfance
Merling joue pour trois écoles lors de son enfance, la Calhoun Country High School de Saint Matthews en Caroline du Sud, la Cordova High School de Cordova dans le Tennessee et la Fork Union Military Academy en 2004.

## Carrière

### Université
Il entre à l'université de Clemson et est tout de suite mis dans le bain de la NCAA en 2005. En 2006, il est titulaire lors de tous les matchs de la saison et fait quarante-six tacles, dix tacles pour une perte (deuxième de l'équipe derrière Gaines Adams), trois sacks, vingt pressions sur quarterback et une provocation de fumble.
Pour sa dernière année à l'université, il tacle à soixante-dix-huit reprises, dont dix-sept tacles pour une perte et sept sacks. Il remporte le titre de joueur de ligne défensive de la conférence ACC de la semaine à trois reprises.

### Professionnel
Phillip Merling est sélectionné au deuxième tour du draft de la NFL de 2008 par les Dolphins de Miami au trente-deuxième choix. Pour sa première saison en NFL (rookie), il joue seize matchs dont deux comme titulaire et intercepte sa première passe lors de la dernière journée de la saison, une passe de Brett Favre qu'il retourne en touchdown de vingt-cinq yards, permettant aux Dolphins de remporter le titre de champion de la division AFC Est. La saison 2009 le voit jouer peu là aussi, se contentant d'un poste de remplaçant. Avant le début de la saison 2010, il se blesse au tendon d'Achille et est déclaré blessé jusqu'à la fin de la saison avant de réintégrer l'équipe active pour le match de la treizième journée 2010 contre les Browns de Cleveland. Il entre au cours de cinq matchs en 2010.

## Palmarès
- Seconde équipe des freshman (étudiant de deuxième année) 2005
- Joueur de ligne défensive de la semaine de la ACC 2007 à trois reprises.
- Seconde équipe de la conférence ACC 2007